# Geomembrana

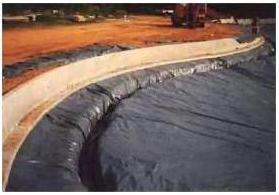
Estanqueidad de una cuenca utilizando una geomembrana de polipropileno.

Las geomembranas son láminas geosintéticas que aseguran la estanquidad de una superficie. Normalmente se usan para remediar las pérdidas de agua por infiltración o para evitar la migración de los contaminantes al suelo. 

## Definición
La denominación de geomembrana está sometida a la norma AFNOR NFP 84-500.
Las geomembranas son productos adaptados a la ingeniería civil, delgadas, continuas estancas a los líquidos. Actualmente no se consideran geomembranas los productos con un espesor funcional inferior al milímetro ni los que la estanqueidad está asegurada únicamente por la presencia de un material arcilloso. 
Generalmente las geomembranas están hechas de polietileno, de alta y de baja densidad (HDPE, VFPE), de elastómero bituminoso, de polipropileno (PP) o en cloruro de polivinilo (PVC).
Generalmente se almacenan en forma de rodillos de longitud y altura diferentes que oscilan entre 1 m por 10 m para las geomembranas bituminosas a 7,5 m por 200 m para las geomebranas de polietileno, por ejemplo.
Se utilizan en ingeniería civil, la construcción, agricultura, medio ambiente y en la industria.
A menudo son termosoldables para realizar las uniones en condiciones de calidad y fiabilidad óptimas.

## Lugares de uso
Las utilizaciones más extesas son:
- Estanqueidad de cuencas de agua (balsas);
- Estanqueidad de colinas;
- Estanqueidad de cuencas de retención anti contaminantes;
- Estanqueidad de muros enterrados;
- Barreras activas de residuos;
- Confinamiento de residuos líquidos.
- Pad de lixiviación
- Relaveras
- Diques